# Mats Sjöstrand
Anders Mats Torsten Sjöstrand, född 6 maj 1948 i Östra Sönnarslöv, är en svensk ämbetsman.
Sjöstrand utexaminerades som civilekonom i Lund 1971, och anställdes 1972 på Riksskatteverket (efter 2003 Skatteverket) där han kom att ha många befattningar. Bland annat var han 1997-1999 regionskattechef i Stockholm. 1999 utnämndes Sjöstrand till generaldirektör och chef för Skatteverket, en befattning som han hade till utgången av år 2009.
Sjöstrand beskrev 2003 sitt uppdrag som generaldirektör med följande ord: "Vi fattar inte beslutet om vilka skatter som ska tas ut, men vi tar ut dem och ska göra det på ett korrekt sätt så att medborgarna och företagarna har förtroende för organisationen."
Han uttalade sig under sin tid som generaldirektör offentligt i flera delvis kontroversiella frågor, exempelvis om förmögenhetsskattens avskaffande. Han framförde utan förbehåll att "förmögenhetsskatten fungerar illa och att man inom verket inte tror att den går att reformera så att den fungerar”, samt att ”förmögenhetsskatt betalar man om man vill. Det finns alltid metoder att undgå att betala förmögenhetsskatt”.
Åren 2010–2012 var Sjöstrand ansvarig för några statliga utredningar, bland annat "Utredningen om den statliga regionala förvaltningen", den s.k. Månadsuppgiftsutredningen, samt "Utredningen om översyn av statlig regional förvaltning m.m." Han var också ordförande i regeringens E-delegation. Även under sin aktiva tid som generaldirektör var han engagerad i flera statliga utredningar, främst inom skatteområdet.
Efter sin pensionering har Sjöstrand innehaft flera styrelseuppdrag, bland annat som styrelseordförande i Sida (fram till juni 2015), Trafikverket, Sveriges Författarfond och Högskolan i Gävle (tom juni 2016). Han var också från våren 2013 fram till 2014-05-30 ledamot i styrelsen för Arbetsförmedlingen. 
Sjöstrand har också ett uppdrag (tillsammans med en tidigare irländsk kollega) som rådgivare åt den grekiska skatteadministrationen, ett uppdrag som initierats av IMF.
Sjöstrand har tidigare haft uppdrag som ordförande i styrelsen för Arbetsgivarverket, som ledamot i insynråden vid Bolagsverket, Livsmedelsverket, SCB och Försäkringskassan. Han har också varit president i den internationella skatteorganisationen IOTA.
Sjöstrand är gift, bosatt i Järfälla, och har en dotter.